# Indigofera oubanguiensis
Indigofera oubanguiensis är en ärtväxtart som beskrevs av Tisser. Indigofera oubanguiensis ingår i släktet indigosläktet, och familjen ärtväxter. Inga underarter finns listade i Catalogue of Life.